# Pseudophiloscia sundaica
Pseudophiloscia sundaica is een pissebed uit de familie Philosciidae. De wetenschappelijke naam van de soort is voor het eerst geldig gepubliceerd in 1931 door Herold.